# Pardosa evelinae
Pardosa evelinae este o specie de păianjeni din genul Pardosa, familia Lycosidae, descrisă de Wunderlich, 1984. Conform Catalogue of Life specia Pardosa evelinae nu are subspecii cunoscute.